# رنی یوشیس
رنی یوشیس (لهستانی: Reni Jusis؛ زادهٔ ۲۹ مارس ۱۹۷۴) خواننده، ترانه‌پرداز و تهیه‌کننده موسیقی اهل لهستان است.
از فیلم‌ها یا مجموعه‌های تلویزیونی که وی در آن‌ها نقش داشته‌است، می‌توان به مجرد اشاره نمود.